# Lina Radkeová
Karoline „Lina“ Radke-Batschauer (18. října 1903 Karlsruhe – 14. února 1983 Karlsruhe) byla německá atletka, běžkyně na střední tratě, olympijská vítězka v běhu na 800 metrů z roku 1928.

## Sportovní kariéra
V roce 1926 se stala mistryní Německa v běhu na 1000 metrů, o rok později zvítězila v domácím šampionátu v závodě na 800 metrů. Největšího úspěchu dosáhla na olympiádě v Amsterdamu, kde zvítězila v běhu na 800 metrů časem 2:16,8, což byl nový světový rekord, který platil až do roku 1944.